# Диантимонид ниобия
Диантимонид ниобия — бинарное неорганическое соединение
ниобия и сурьмы
с формулой NbSb2,
кристаллы.

## Получение
- Сплавление чистых веществ в инертной атмосфере:

{\displaystyle {\mathsf {Nb+2Sb\ {\xrightarrow {1200^{o}C}}\ NbSb_{2}}}}

## Физические свойства
Диантимонид ниобия образует кристаллы
моноклинной сингонии,
пространственная группа C 2/m (C 2 или C m),
параметры ячейки a = 1,0239 нм, b = 0,36319 нм, c = 0,8333 нм, β = 120,07°, Z = 4
.
При температуре 1,15÷4,2 К переходит в сверхпроводящее состояние 